# Руденко, Мария Прокопьевна
Мария Прокопьевна Руденко (31.10.1935—06.09.2016) — доярка колхоза «Заря коммунизма» Омского района Омской области. Герой Социалистического Труда.

## Биография
Родилась 31 октября 1935 года в селе Верблюжье Саргатского района Омской области России в многодетной крестьянской семье. Русская.
В 1942 году её семья переехала в село Пушкино Омского района. Трудиться начала в 13-летнем возрасте, а в 17 лет была зачислена в штат прицепщицей. Повзрослев, перешла в телятницы, а с 1957 года стала работать дояркой колхоза «Заря коммунизма».
Трудилась честно и на совесть. Вначале обслуживала группу из 12 животных. Весь труд на ферме в то время, включая дойку, выполнялся только вручную. Спустя время, её группа увеличилась до 25 коров, на ферме появилась механизация. Затем число подопечных коров возросло до 100. И со всеми Мария Прокопьевна справлялась, и спорилась работа, а когда количество полученного ею за пятилетку молока превысило стотонный рубеж, была представлена к государственной награде и награждена орденом Ленина.
Указом Президиума Верховного Совета СССР от 13 марта 1981 года за выдающиеся успехи, достигнутые в выполнении заданий десятой пятилетки и социалистических обязательств по увеличению производства и продажи государству продуктов земледелия и животноводства, Руденко Марии Прокопьевне присвоено звание Героя Социалистического Труда с вручением ордена Ленина и золотой медали «Серп и Молот».
Жила в селе Пушкино Омского района Омской области России.
Умерла 6 сентября 2016 года, похоронена в Омском районе.

## Награды
- Золотая медаль «Серп и Молот» (13.03.1981);
- Орден Ленина (06.09.1973).
- Орден Ленина (13.03.1981.
- Медаль «За трудовую доблесть»
- Медаль «В ознаменование 100-летия со дня рождения Владимира Ильича Ленина» (6 апреля 1970)
- и другими